# (10170) Petrjakeš
(10170) Petrjakeš est un astéroïde de la ceinture principale.

## Description
(10170) Petrjakes est un astéroïde de la ceinture principale. Il fut découvert le 22 février 1995 à l'Observatoire Kleť par Miloš Tichý et Zdeněk Moravec
. Il présente une orbite caractérisée par un demi-grand axe de 2,62 UA, une excentricité de 0,13 et une inclinaison de 9,1° par rapport à l'écliptique.

## Compléments